# Peter Mygind
Peter Mygind (Frederiksberg, 28 de agosto de 1963) é um ator dinamarquês. Ele é mais conhecido por seu pape no filme Flame & Citron - Os Resistentes (2008), além de várias séries de TV como Nikolaj og Julie, Borgen, Rejseholdet e The Kingdom de Lars Von Trier.